# Via Selinuntina
La Via Selinuntina era un'antica via greco-romana la cui esistenza è stata ricostruita dagli studiosi come Holm, Pace, in gran parte grazie alle testimonianze archeologiche e a fonti storiche come l'Itinerarium Antonini e la Tabula Peutingeriana. 

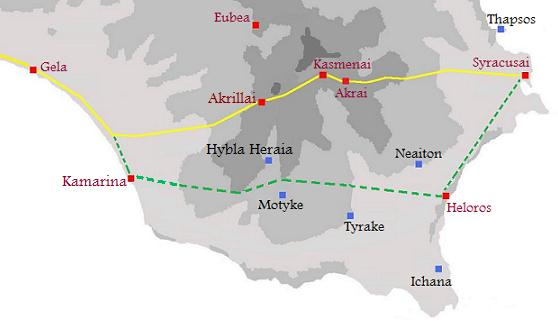
In giallo è segnato il probabile tragitto della Via Selinuntina, in verde tratteggiato, la via Elorina

La principale fonte archeologica è un'epigrafe rinvenuta presso l'antica Akrai, che parla della Porta Selinuntina, attraverso la quale passava la strada che da Siracusa giungeva al golfo di Gela attraverso i Monti Iblei. 
Grazie ai ritrovamenti archeologici di strade carraie a Siracusa (come quella di Cozzo Pantano), si è individuata una via che da Siracusa procedeva in direzione est-ovest fino ad Akrai, e probabilmente proseguiva verso Canicattini Bagni (dove vi sono numerosi siti archeologici di età greca e romana) fino all'attuale Palazzolo Acreide. La strada collegava Siracusa a Selinunte, (da qui la denominazione) e in età romana, proseguiva fino a Lilibeo. 
Grazie all'Itinerarium Antonini (III secolo d.C) sappiamo che vi erano due itinerari, con le varie stazioni di sosta, che conducevano Lilibeo (e quindi Selinunte) a Siracusa: uno costiero (che collegava Agrigento a Siracusa attraversando Gela, Kamarina, Hereum, Apolline, Eloro) e uno interno, attraverso i Monti Iblei. Quest'ultimo è con ogni probabilità da identificarsi con la Via Selinuntina, in quanto attraversava Calvisiana (stazione a est di Gela), Hybla (probabilmente Hybla Heraia, Ragusa), e Akrai. Il tragitto interno è confermato dall'itinerario dei theoroi dei Delfi, che dopo aver attraversato l'itinerario costiero passavano da Kamarina a Hybla.